# 和田盈
和田 盈（わだ みつる、1889年（明治22年）7月26日 - 1974年（昭和49年）10月17日）は、大日本帝国陸軍軍人。最終階級は陸軍中将。

## 経歴
1889年（明治22年）に岡山県で生まれた。陸軍士官学校第21期、陸軍大学校第29期（優等）卒業。ドイツ駐在を経て、1933年（昭和8年）1月31日に独立山砲兵第3連隊長に就任し、3月18日に陸軍砲兵大佐に進級した。1934年（昭和9年）8月に野戦重砲兵第9連隊長に転じ、1936年（昭和11年）3月28日に陸軍工科学校教授部長、8月1日に陸軍工科学校幹事を経て、1937年（昭和12年）8月2日に陸軍少将進級と同時に第9師団司令部附となった。
1938年（昭和13年）7月15日に陸軍工科学校長に就任し、1939年（昭和14年）10月2日に陸軍中将に進級し待命、10月26日に予備役に編入された。1941年（昭和16年）11月19日に召集され、西部防空旅団長（西部軍）に就任し、1943年（昭和18年）6月10日に召集解除となった。

## 栄典
勲章等
- 1940年（昭和15年）8月15日 - 紀元二千六百年祝典記念章[3]